# 김명덕 (희극인)
김명덕(1960년 3월 20일 ~ )은 대한민국의 희극배우이자 영화배우이다. 1981년 MBC 문화방송에서 개그맨으로 첫 데뷔하였다.

## 생애
청주시 출신으로 운호고등학교 -  서울예술대학을 졸업하였다. 2009년 10월에 16년 연하의 신부 이미진씨와 결혼식을 올렸다.

## 출연작

### 예능
- 1981년 ~ 1985년 MBC 《웃으면 복이 와요》
- 1981년 ~ 1988년 MBC 《일요일 밤의 대행진》
- 1988년 ~ 1990년 MBC 《일요일 일요일 밤에》 (헬로우 일지매)

### 영화
- 1992년 《맹구와 북두신검》... 사마귀 역
- 1992년 《환상의 용사 반달가면》... 나 반장 역
- 1991년 《항구에 나타난 검객 산지니》... 삼돌이 역
- 1991년 《도시에 나타난 검객 산지니》... 삼돌이 역
- 1987년 《화랑 브이 삼총사》
- 1986년 《외계에서 온 우뢰매 2》... 덤벙이 역
- 1981년 《청춘을 뜨겁게》

### 드라마
간난이 영구 성인역

### CF
- 1983년 롯데제과 롯데 바나나파이
- 1983년 크라운제과 땅콩카라멜 / 밀크 카라멜 (FEAT 이규혁)